# Irene Thonke
Irene Thonke (* 28. Juli 1916 in Berlin; † 29. Mai 2002 in Zingst) war eine deutsche Malerin und Textilkünstlerin.

## Leben und Werk
Irene Thonkes Vater war Arzt in Berlin-Prenzlauer Berg. Sie besuchte von 1921 bis 1933 in Berlin die Helene-Lange-Schule und das Gymnasium „Zum Grauen Kloster“. Von 1934 bis 1937 macht sie ein Abendstudium in Zeichnen und Malerei an der Schule Reimann und Angewandte Malerei und Gobelinweberei an der Kunstgewerbeschule- und Handwerkerschule Berlin-Charlottenburg.
Danach arbeitete sie bis 1943 in Berlin in der eigenen Werkstatt als selbstständige Gobelinweberin. Daneben war sie auch als Malerin tätig. Von 1934 bis 1945 hielt sie sich in Österreich auf und arbeitete als Malerin mit einem eigenen Atelier in Wien. Sie malte vor allem Tiere, Pflanzen und Blätter. Als sie 1944 das Kaiser-Wilhelm-Institut für Kulturpflanzenforschung in Wien aufsuchte, um eine spezielle Blattform zu studieren, lernte sie den Institutsdirektor Hans Stubbe kennen, mit dem sie ein lebenslanges intimes Verhältnis einging. Von 1944 bis 1946 arbeitete sie am Institut in Wien und Gatersleben, wohin das Institut 1945 evakuiert worden war, als wissenschaftliche Zeichnerin.
Nach dem Ende des Zweiten Weltkrieges richtete Irene Thonke am Institut in Gatersleben eine Spinn- und Webstube ein, die die Mitarbeiter mit dringend notwendigen Textilien versorgte. 1946 ging sie wieder nach Westberlin und baute sich eine Werkstatt für handgewebte Gebrauchstextilien auf. Bis 1948 war sie freischaffend als Textilkünstlerin und Malerin tätig. 1947 und 1949 wurden die Söhne Hans-Christian und Frank geboren, deren Vater Hans Stubbe war. Von 1948 bis 1950 war Irene Thonke Dozentin für Weberei an der Hochschule für angewandte Kunst in Berlin-Weißensee. Im Oktober 1949 wurde ihr vom Präsidenten der Deutschen Verwaltung für Volksbildung, Paul Wandel, der Professoren-Titel verliehen.
Nach der Beendigung ihrer Lehrtätigkeit arbeitete sie bis 1975 in Westberlin freischaffend als Malerin und Textilkünstlerin. Sie entwarf und fertigte vor allem handgewebte Wandteppiche und Textilien für die Ausgestaltung von Innenräumen, aber auch Gebrauchstextilien. So entwarf sie im Rahmen der Wiederherstellung von Schloss Bellevue vier große Jahreszeiten-Gobelins für dessen Speisesaal, die Theodor Heuss in Auftrag gegeben hatte. Zeitweilig arbeitete Irene Thonke auch als Dozentin für Malerei an der Volkshochschule in Westberlin.
Sie besuchte, so oft es ihr möglich war, mit ihren Söhnen Hans Stubbe auf seinem Anwesen in Zingst. Im Juni 1975 zog sie in die DDR und lebte seitdem mit Stubbe in Zingst und arbeitete als Malerin. Ab 1975 war sie künstlerische Beraterin im Kreiskabinett für Textilgestaltung des bildnerischen Volksschaffens des Kreises Ribnitz-Damgarten.
Arbeiten Irene Thonkes befinden sich u. a. im Museum Angewandte Kunst (Frankfurt am Main). Ihre Grabstätte befindet sich auf dem Peter-Pauls-Friedhof Zingst.

## Ausstellungen
- 1943: Wien, Ausstellung Deutsche Werkkunst
- 1949: Halle/Saale, Galerie Henning (Aquarelle)